# Герб Шабалинского района
Герб муниципального образования «Шабалинский район» — опознавательно-правовой знак, составленный и употребляемый в соответствии с правилами геральдики, служащий символом муниципального района «Шабалинский район» Кировской области Российской Федерации.

## Описание герба
Описание герба:
На зелёном поле выполнен белый волнообразный крест, сопровождающийся по сторонам двумя поднявшими крыло цаплями.

## Обоснование символики
Обоснование символики герба:
Шабалинский район – самый западный в Кировской области, находится на водоразделе рек, впадающих в южные и северные моря. Здесь, недалеко от райцентра пгт Ленинское берут начало реки Ветлуга, Большая Какша, Сюзюм и Паозер, которые текут в разные стороны света, что символизирует в гербе волнистый крест, состоящий из четырёх потоков серебряной – чистой, родниковой воды, которая традиционно ассоциируется с жизненной силой и духовностью.
Через Кировскую область проходит северная граница европейского ареала обитания серой цапли, которая традиционно гнездится на территории района и отражена в гербе с воздетыми, готовыми к полёту крыльями. Цапля – символ восходящего солнца и предвестница весны, символизирует возрождение, обновление жизни, и вместе с тем – бдительность и спокойствие. Кроме того, цапля олицетворяет такт и деликатность, так как она взлетает, не замутив воды.
Зелёный цвет поля щита символически отражает основные традиционные отрасли экономики Шабалинского района – сельское хозяйство и заготовку и обработку древесины. Кроме того, зелёный цвет символизирует стремление к победе, изобилие и честь. Серебро означает благородство, чистоту и согласие.

## История создания
- 29 апреля 2014 — Решение Шабалинской районной Думы от 29.04.2014 № 32/315 «Об утверждении официальных символов муниципального образования Шабалинский муниципальный район Кировской области»